# It's Time (EP)
«It's Time» (en español: «Es La Hora») es el tercer Extended play del grupo de rock estadounidense Imagine Dragons. Lanzado de forma independiente el 1 de marzo de 2011, es el último trabajo de la agrupación que incluyó la participación del baterista Andrew Tolman y la tecladista Brittany Tolman, quiénes abandonaron la formación en julio de 2011, siendo sustituidos por Daniel Platzman y Theresa Flaminio respectivamente.
Además, es el último lanzamiento independiente de la banda, quienes firmaron un contrato con el sello discográfico Interscope Records y su filial KIDinaKORNER en noviembre de 2011.
«It's Time» fue reeditado y relanzado el 15 de octubre de 2021 por medio de KIDinaKORNER e Interscope Records, e incluyó un tema inédito: «Dolphins».

## Promoción
Para promocionar el EP, la banda estuvo de gira con The Parlotones y actuó en Bergenfest, SSMF y Bite of Las Vegas 2011, siendo galardonado como «Best CD of 2011» por la revista Vegas Seven, mientras que la canción principal, «It's Time», fue la canción más solicitada de MIX#1 en MIX 94.1FM en Las Vegas durante octubre de 2011 y se incluyó en la lista de Billboard Heatseekers en Mountain Range. Por otro lado, el tema «America» también fue promovido a través de AOL Jobs.
La canción «It's Time» también fue incluida en el EP «Continued Silence» (el primer lanzamiento de la banda bajo un sello disográfico) después de que alcanzó el número 15 en el Billboard Hot 100.

## Aparición en medios
- «It's Time» apareció en comerciales para el Real Salt Lake de la MLS y en el avance de la adaptación de la película estadounidense The Perks of Being a Wallflower, así como para un comercial de National Geographic en el 2013 en América del Sur y utilizado como música de fondo para una presentación de Apple Keynote en septiembre de 2012.[6]
- «Tokyo», «America» (acreditado erróneamente a The Parlotones) y «Leave Me» aparecieron en la temporada tres de Around The World For Free de CBS.[7]
- «It's Time» se presentó en la edición número 12 de Degrassi, en los episodios «"Never Ever" Part One and Part Two».
- «It's Time» fue cantada por Blaine Anderson (interpretado por Darren Criss) en el estreno de la temporada 4 de Glee.[8]
- «America» se utilizó en el 2014 para el documental America: Imagine The World Without Her de Dinesh D'Souza.

## Recepción

### Crítica
El disco fue lanzado a la reacción de la crítica y a la opinión de los fanes. Las Vegas Review Journal le dio una revisión muy positiva, diciendo: «La artesanía aquí es impecable, difícil de creer, esta banda aún no está firmada». Las Vegas SEVEN también le dio una revisión muy positiva y escribió que "... It's Time contiene ocho de las mejores canciones de rock que he escuchado este año, en especial la elevación, el tono de la guitarra de «Amsterdam», que da a Coldplay un plazo para su épica composición de canciones pop. La armonización de Dan Reynolds y Brittany Tolman en el coro hace que el cabello de mi cuello se erize, y no puedo entender lo que le queda a este notable quinteto por lograr localmente. Ganaron todas las batallas de las bandas, aparecieron en todos los periódicos y obtuvieron todas las distinciones. Maldición, incluso han abierto para Weezer e Interpol. Si Universal no firma a estos tipos, entonces me doy por vencido». La revista Vegas SEVEN también lo galardonó como el «Best CD of 2011» en su Best Of issue.

## Lista de canciones
| It's Time: Edición Estándar |                           |          |  |
| N.º                         | Título                    | Duración |  |
| 1.                          | «It's Time»               | 4:00     |  |
| 2.                          | «Amsterdam»               | 4:05     |  |
| 3.                          | «Tokyo»                   | 3:17     |  |
| 4.                          | «The River»               | 3:24     |  |
| 5.                          | «Leave Me»                | 3:31     |  |
| 6.                          | «Pantomime»               | 5:02     |  |
| 7.                          | «Look How Far We've Come» | 4:08     |  |
| 8.                          | «America»                 | 4:33     |  |
| 32:01                       |                           |          |  |

| It's Time EP: Reedición de 2021 |            |          |  |
| N.º                             | Título     | Duración |  |
| 9.                              | «Dolphins» | 3:32     |  |
| 35:00                           |            |          |  |

| It's Time (Remixes) EP (Descarga digital) |                                            |          |  |
| N.º                                       | Título                                     | Duración |  |
| 1.                                        | «It's Time» (Penguin Prison Remix)         | 4:23     |  |
| 2.                                        | «It's Time» (Kat Krazy Remix)              | 3:28     |  |
| 3.                                        | «It's Time» (JailBreaks Remix)             | 4:25     |  |
| 4.                                        | «It's Time» (StunGun and JailBreaks Remix) | 5:06     |  |

| It's Time EP: Maxi single (Descarga digital) |                                 |          |  |
| N.º                                          | Título                          | Duración |  |
| 1.                                           | «It's Time»                     | 4:00     |  |
| 2.                                           | «It's Time» (Passion Pit Remxi) | 4:30     |  |
| 3.                                           | «It's Time» (JailBreaks Remix)  | 4:26     |  |
| 4.                                           | «Round And Round»               | 3:17     |  |
| 16:13                                        |                                 |          |  |

## Créditos
Adaptados del lanzamiento original de «It's Time EP». Todas las canciones son interpretadas por Imagine Dragons.
It's Time
- Escrito por Dan Reynolds, Wayne Sermon y Ben McKee.
- Producido por Brandon Darner.
- Grabado por Mark Everton Gray en “The Studio at the Palms”.
- Mezclado por Mark Needham.
- Masterizado por Doug Van Sloun en “Focus Mastering”.

Amsterdam
- Escrito por Dan Reynolds, Wayne Sermon y Ben McKee.
- Producido por Brandon Darner.
- Grabado por Mark Everton Gray en “The Studio at the Palms”.
- Mezclado por Mark Needham.
- Masterizado por Doug Van Sloun en “Focus Mastering”.

Tokyo
- Escrito por Dan Reynolds, Wayne Sermon y Ben McKee.
- Producido por Brandon Darner.
- Grabado por Mark Everton Gray en “The Studio at the Palms”.
- Mezclado por Mark Needham.
- Masterizado por Doug Van Sloun en “Focus Mastering”.

The River
- Escrito por Dan Reynolds, Wayne Sermon y Ben McKee.
- Producido por Brandon Darner.
- Grabado por Mark Everton Gray en “The Studio at the Palms”.
- Mezclado por Mark Needham.
- Masterizado por Doug Van Sloun en “Focus Mastering”.

Leave Me
- Escrito por Dan Reynolds, Wayne Sermon, Ben McKee, Andrew Tolman y Brittany Tolman.
- Producido por Brandon Darner.
- Grabado por Mark Everton Gray en “The Studio at the Palms”.
- Mezclado por Mark Needham.
- Masterizado por Doug Van Sloun en “Focus Mastering”.

Pantomime
- Escrito por Dan Reynolds, Wayne Sermon, Ben McKee, Andrew Tolman y Brittany Tolman.
- Producido por Brandon Darner.
- Grabado por Mark Everton Gray en “The Studio at the Palms”.
- Mezclado por Mark Needham.
- Masterizado por Doug Van Sloun en “Focus Mastering”.

Look How Far We've Come
- Escrito por Dan Reynolds, Wayne Sermon, Ben McKee, Andrew Tolman y Brittany Tolman.
- Producido por Brandon Darner.
- Grabado por Mark Everton Gray en “The Studio at the Palms”.
- Mezclado por Mark Needham.
- Masterizado por Doug Van Sloun en “Focus Mastering”.

America
- Escrito por Dan Reynolds, Wayne Sermon y Ben McKee.
- Producido por Imagine Dragons.
- Grabado y mezclado por Mark Everton Gray en “The Studio at the Palms”.
- Masterizado por Joe LaPorta en “The Lodge”.

It's Time EP: Reedición de 2021
Dolphins
- Escrito por Dan Reynolds, Wayne Sermon, Ben McKee, Andrew Tolman y Brittany Tolman.
- Producido por Imagine Dragons.

Imagine Dragons
- Dan Reynolds: Voz (en todas las canciones).
- Wayne Sermon: Guitarra (en todas las canciones) y Mandolina (en «It's Time»).
- Ben McKee: Bajo (en todas las canciones).
- Andrew Tolman: Batería (en todas las canciones).
- Brittany Tolman: Voz y Teclados (en todas las canciones).
- Daniel Platzman: Caja de ritmos (en «It's Time»).

## Historial de lanzamiento
| Región        | Fecha                   | Formato                       | Versión   | Sello discográfico              |
| ------------- | ----------------------- | ----------------------------- | --------- | ------------------------------- |
| Varios        | 12 de marzo de 2011     | CD                            | Estándar  | Autopublicación                 |
| Todo el Mundo | 17 de diciembre de 2021 | CD Descarga Digital Streaming | Reedición | KIDinaKORNER Interscope Records |